# Mademoiselle Volnais
Claudine-Placide Croizet-Ferreire, dite Mademoiselle Volnais, est une actrice française née le 4 mai 1786 à Paris et morte le 16 juillet 1837 au château d'Orme-Guignard à Moisy.

## Biographie
Claudine-Placide Croizet-Ferreire naît le 4 mai 1786 à Paris, au domicile de sa mère, sis rue Neuve-Saint-Eustache, et est baptisée le même jour à l'église Saint-Eustache. Elle est la fille de Pierre Ferreire, officier des troupes des colonies retiré à la Guadeloupe, et de Marie Jeanne Croizet.
Mademoiselle Volnais suit très jeune une formation dramatique auprès de Dazincourt. Elle commence sa carrière de comédienne à l'âge de quinze ans au théâtre de Versailles, le 4 mai 1801, dans Zaïre de Voltaire.    
Le 7 mai 1801, elle entre à la Comédie-Française en jouant le rôle de Junie dans Britannicus. L'année suivante, en 1802, elle est nommée 214e sociétaire du Théâtre-Français.    
Elle épouse en 1822 le comédien Philippe Roustan. 

## Théâtre

### Carrière à la Comédie-Française
Entrée en 1801
Nommée 214e sociétaire en 1802
Départ en 1822
- 1801 : Alhamar de François-Joseph Depuntis : Elvire
- 1801 : Andromaque de Jean Racine : Andromaque
- 1801 : Britannicus de Jean Racine : Junie
- 1802 : La Mère coupable de Beaumarchais : Florestine
- 1802 : Phèdre de Jean Racine : Aricie
- 1802 : Tartuffe de Molière : Mariane
- 1803 : Melpomène et Thalie de René de Chazet : Melpomène
- 1803 : Bajazet de Jean Racine : Atalide
- 1803 : Iphigénie de Jean Racine : Iphigénie
- 1803 : Mithridate de Jean Racine : Monime
- 1804 : Polyxène d'Étienne Aignan : Polyxène
- 1804 : La Fausse honte de Charles de Longchamps : Cécile
- 1804 : Molière avec ses amis de François Andrieux : Isabelle
- 1805 : L'Homme à sentiments de Louis-Claude Chéron de La Bruyère : Julie
- 1805 : Esther de Jean Racine : Zarès
- 1805 : Anaximandre de François Andrieux : Aspasie
- 1806 : Athalie de Jean Racine : Salomith
- 1806 : Omasis ou Joseph en Égypte de Pierre Baour-Lormian : Almaïs
- 1807 : Hamlet de Jean-François Ducis d'après William Shakespeare : Ophélie
- 1807 : Le Souper imprévu ou le Chanoine de Milan d'Alexandre Duval : Coelénie
- 1807 : Le Paravent d'Eugène de Planard : Eléonore
- 1808 : L'Homme aux convenances d'Étienne de Jouy : Adèle
- 1808 : Nicomède de Pierre Corneille : Laodice
- 1808 : La Suite du Menteur de Pierre Corneille : Lucrèce
- 1809 : La Fontaine chez Fouquet de Henri-François Dumolard : Juliette
- 1809 : Athalie de Jean Racine : Josabet
- 1809 : Les Capitulations de conscience de Louis-Benoît Picard : Sophie
- 1809 : La Revanche de François Roger et Auguste Creuzé de Lesser : Eliska
- 1809 : Vitellie de A. de Selve : Vitellie
- 1809 : Le Misanthrope de Molière : Eliante
- 1809 : L'Enthousiaste de J. de Valmalette : Julie
- 1810 : Le Mariage de Figaro de Beaumarchais : Fanchette
- 1810 : Brunehaut ou les Successeurs de Clovis d'Étienne Aignan : Audovère
- 1811 : Iphigénie de Jean Racine : Eriphile
- 1811 : Mahomet II de Pierre Baour-Lormian : Eronime
- 1812 : Le Ministre anglais de François-Louis Riboutté : Amanda
- 1812 : Esther de Jean Racine : Esther
- 1812 : Eugénie de Beaumarchais : Eugénie
- 1813 : Le Mariage de Figaro de Beaumarchais : la comtesse
- 1815 : La Mère coupable de Beaumarchais : la comtesse
- 1816 : Le Médisant d'Étienne Gosse : Mme Dubreuil
- 1818 : Partie et revanche de Rancé : Mme de Valbelle
- 1819 : Jeanne d'Arc à Rouen de Charles-Joseph Robillard d'Avrigny : la duchesse de Bedford
- 1820 : Tartuffe de Molière : Elmire
- 1821 : La Mère rivale de Casimir Bonjour : Mme Dorval